# Eugène Terre’Blanche

Az AWB jelképe, erős egyezéseket mutat a náci szvasztikával.

Eugène Terre'Blanche (Ventersdorp, 1941. január 31. – ugyanott, 2010. április 3.) afrikáner nemzetiségű dél-afrikai politikai vezető volt, az apartheid és a fehér faji felsőbbrendűség egyik fő szélsőséges szószólója.
Egy Transvaal területén fekvő városban született. Terre'Blanche nagyapja gerilla volt a második búr háborúban. Felmenői: édesapja a dél-afrikai hadsereg alezredese volt. Családja ősei francia hugenották voltak, Toulon környékéről származtak és 1704-ben telepedtek le Fokföldön. Családneve előfordul Terre'Blanche, Terre Blanche, Terblanche és Terblans formában is.
Terre'Blanche pályafutását rendőrként kezdte és több évig Namíbiában szolgált. Mikor visszatért Dél-Afrikába a kormányőrség parancsnoka lett.
A Helyreállított Nemzeti Párt nevű frakció korábbi tagjaként az apartheid rendszer alatt megalapította az Afrikaner Weerstandsbeweginget (AWB, afrikáner ellenállási mozgalom). Az 1980-as és korai 1990-es években arról vált ismertté, hogy polgárháborúval fenyegetett a fehérek dél-afrikai hatalmának fenntartása érdekében. A nem faji alapú demokráciába való átmenet után felülvizsgálta nézeteit, és híveit arra buzdította, hogy küzdjenek egy független afrikáner országért, amelyre általában Volkstaat néven hivatkoztak. Terre'Blanche a szervezetet haláláig vezette.
Egy fekete benzinkúti munkás megtámadásáért és egy fekete biztonsági őr megölésének kísérletéért 1996 után három évet ült börtönben.
Miután szervezete megbukott visszavonult szülővárosába és gazdálkodással kezdett foglalkozni. 2010. április 3-án farmján agyonverték csövekkel és bozótvágókkal, miközben ő aludt. Holttestét másnap fedezték fel súlyos sérülésekkel az arcán és a fején. A bűncselekményt még Jacob Zuma dél-afrikai elnök is elítélte, aki nyugalomra intette a lakosságot. A gyilkosság elkövetésével Terre'Blanche két munkását vádolták meg, akik a farmján dolgoztak, a 28 éves Chris Mahlangút és a 15 éves Patrick Ndlovút. A család szerint Terre'Blanche jó viszonyban volt a két alkalmazottal, mert szerintük kifogástalan munkát végeztek. Ezzel szemben a két férfi azt állította, hogy Terre'Blanche rosszul bánt velük, nem fizette őket és erőszakot is alkalmazott ellenük.
Mivel az elkövetők színesbőrű dél-afrikaiak voltak, ezért faji villongásokra került sor Dél-Afrikában a feketék és a búrok között, s többen feltételezték, hogy Terre'Blanche politikai gyilkosság áldozata lett, ezért az afrikáner mozgalom tagjai bosszút helyeztek kilátásba.
A bíróság végül a gyilkosságért Mahlangút ítélte el életfogytig tartó szabadságvesztésre. A másodrendű vádlott Ndlovút a gyilkosság vádja alól felmentette, ám a betörés bűntettében bűnösnek találta. A két férfi mindvégig tagadta bűnösségét és fenntartották azon álláspontjukat, hogy Terre'Blanche követett el velük szemben visszaéléseket.

## Fordítás
- Ez a szócikk részben vagy egészben az Eugène Terre'Blanche című angol Wikipédia-szócikk ezen változatának fordításán alapul.  Az eredeti cikk szerkesztőit annak laptörténete sorolja fel. Ez a jelzés csupán a megfogalmazás eredetét és a szerzői jogokat jelzi, nem szolgál a cikkben szereplő információk forrásmegjelöléseként.